# WHOT-FM
WHOT-FM est une station de radio américaine située à Youngstown, Ohio diffusant un format Top 40 à la fréquence 101,1 FM.